# Len de l'El

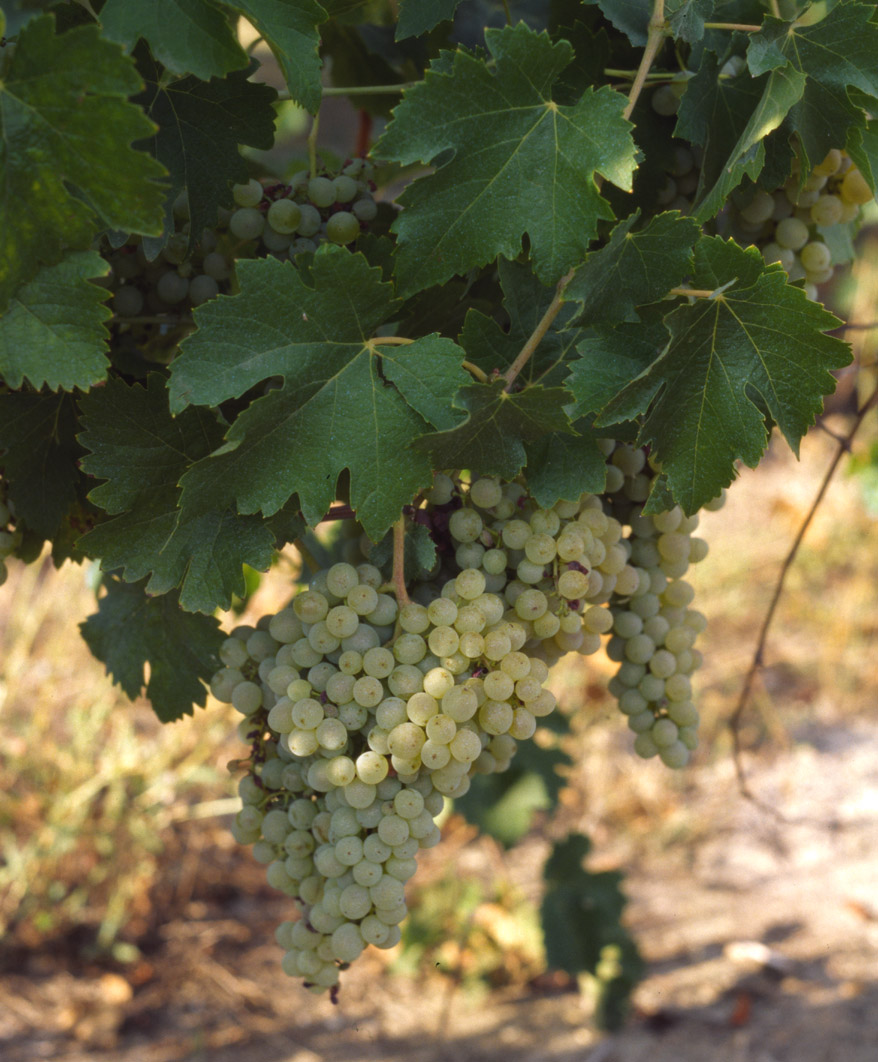
Grappoli di Len de l'El

Il Len de l'El (talvolta scritto Len de l'Elh, Len del El, Lendelel, Loin-de-l'oeil, conosciuto anche come cavalié o cavalier) è un vitigno a bacca bianca originaria del Sud-Est della Francia. La Appellation d'origine contrôlée (AOC) impone che i vini bianchi di Gaillac debbano includere almeno il 15% di Len de l'El mescolato con Mauzac, sebbene vi siano stati dei movimenti per consentire la sostituzione del Sauvignon blanc (e dal 2007 i coltivatori sono stati ufficialmente autorizzati a farlo).
Prima dell'epidemia di fillossera, Len de l'El costituiva oltre il 30% di tutte le piantagioni nella regione di Gaillac. Ma le uve sono inclini a marcire e negli ultimi tempi sono diminuite nelle piantagioni. I vini che si ottengono sono tipicamente corposi con bassa acidità e potenti note fruttate.

## Storia e origini del nome

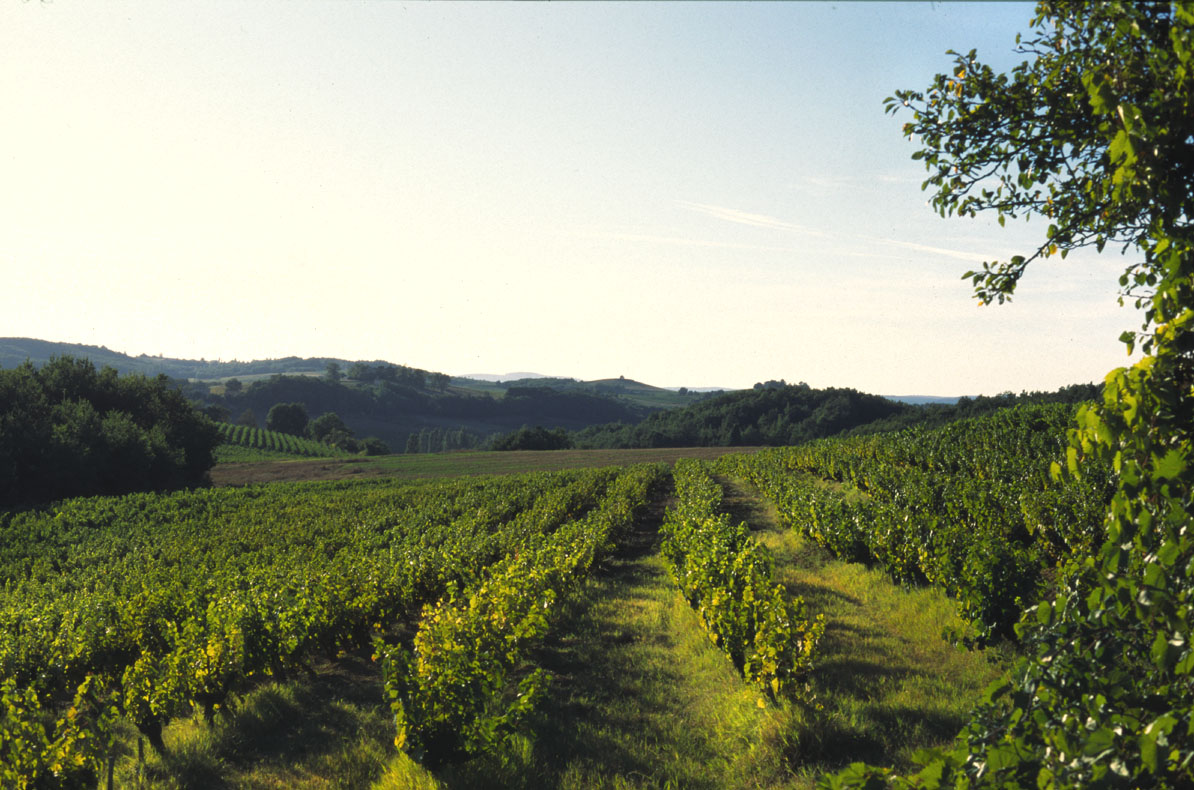
Len de l'El si trova quasi esclusivamente nella regione di Gaillac (nella foto)

Gli ampelografi ritengono che Len de l'El sia originario della regione di Gaillac, nel sud-ovest della Francia, dove ha avuto una lunga storia vitivinicola. Anche se il XX secolo ha visto l'introduzione di nuove varietà di uva e una spinta verso quelle più internazionali e commerciabili, il forte attaccamento della regione al Len de l'El ha impedito la sua scomparsa. Come la famiglia delle uve Manseng nel Jurançon, i coltivatori della regione di Gaillac introdussero un disciplinare per l'Appellation d'origine contrôlée nel 1938 per regolamentare un uso minimo di Len de l'El per tutte le miscele bianche prodotte nell'area, sostenendo così la sua coltivazione. Il disciplinare è stato modificato nel XXI secolo per consentire la sostituzione del Sauvignon blanc, tuttavia la regolamentazione iniziale sull'uso di Len de l'El ha contribuito a mantenere la presenza della varietà nella regione.
È ampiamente accettato che il nome Len de l'El derivi dal dialetto occitano di Tolosa. Per inciso, è foneticamente simile alla traduzione francese loin de l'œil, che significa "lontano dall'occhio", con il sinonimo a volte ancora visto sulle etichette dei vini insieme ad altre ortografie alternative. L'esperto di vini Oz Clarke spiega che il nome si riferisce alla posizione del frutto rispetto alla gemma: le uve a grappolo hanno lunghi steli che si attaccano al tronco a una distanza che è più lontana dal bocciolo (o "occhio", oeil in francese) rispetto alla maggior parte dei vitigni. Questa tesi è supportata dai coltivatori di Gaillac e almeno una autorità francese per l'ampelografia.

## Regioni vinicole

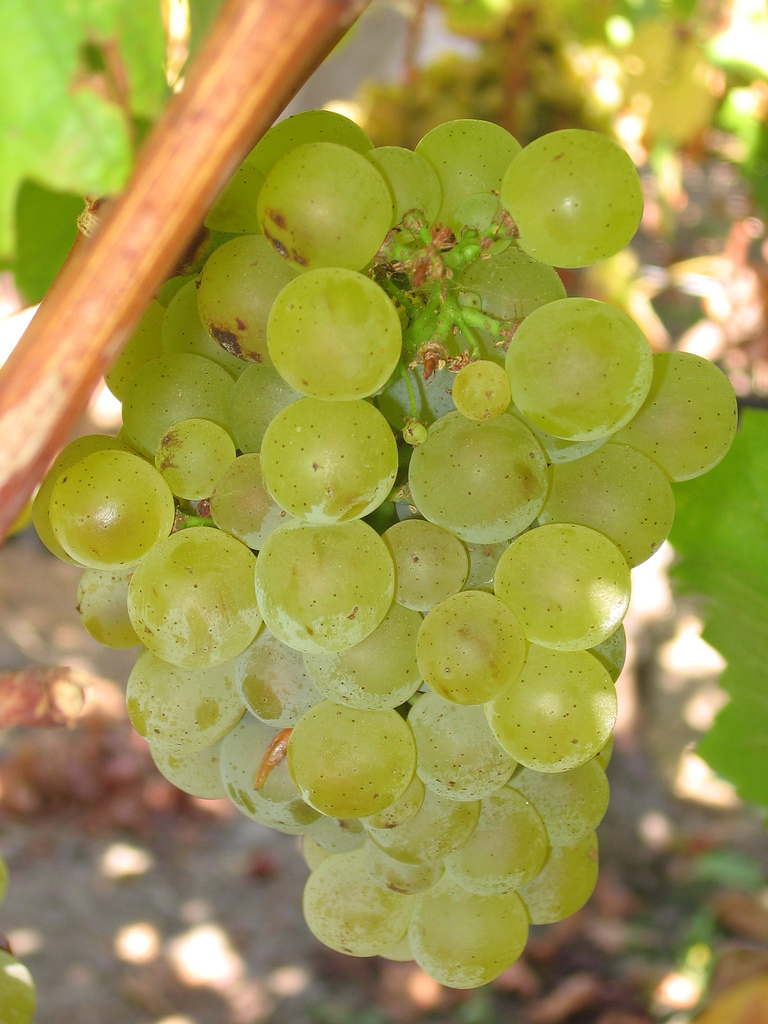
I coltivatori di Gaillac possono sostituire il Sauvignon bianco (nella foto) per il minimo del 15% di Len de l'El richiesto per i vini bianchi AOC.

Il Len de l'El si trova quasi esclusivamente nella regione del Gaillac AOC dove è impiegata nella miscelazione di vini spumanti basati principalmente sul vitigno Mauzac. Secondo le normative AOC, almeno il 15% delle miscele bianche deve includere Len de l'El o Sauvignon bianco. Le altre uve che possono essere mescolate con Len de l'El includono Sémillon, Muscadelle e Ondenc.
L'uva si può trovare anche nei vini sperimentali di diversi vin de pays, in particolare il VDP principale del sud-ovest della Francia Vin de Pays du Comté Tolosan, dove viene spesso miscelato con Muscadelle, Petit Manseng, Muscat blanc, Mauzac e Sauvignon blanc.

## Viticoltura
Lo Len de l'El è molto soggetto a varie malattie dell'uva, in particolare le marcite di uva che possono affliggere i vigneti nel clima marittimo umido del sud-ovest della Francia. Pertanto, i coltivatori tendono a limitare le piantagioni delle uve ai terreni collinari con terreni ben drenanti e ben ventilati per mantenere le viti asciutte.
La vite può essere abbastanza vigorosa e produrre troppa frutta che può ulteriormente diluire il carattere dell'uva se non tenuta sotto controllo. Mentre è spesso miscelato con Mauzac, la tendenza di Len de l'El a maturare fino a due settimane prima del Mauzac può essere problematico per i coltivatori che spesso richiedono che Mauzauc venga raccolto un po' prima, in modo da bilanciare l'acidità con l'alcol di Len de l'El.

## Stili di vino

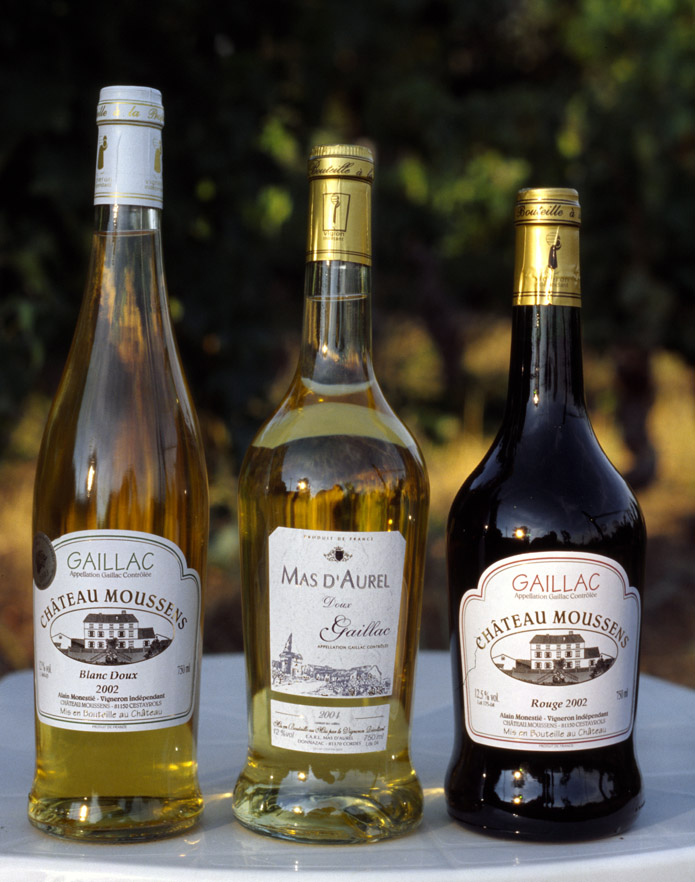
Nonostante il permesso di Sauvignon blanc per soddisfare il requisito minimo AOC, Len de l'El può ancora essere trovato in molte miscele bianche dal Gaillac AOC.

Len de l'El può maturare raggiungendo livelli elevati di zucchero, tuttavia solitamente non riesce a mantenere l'acidità necessaria per equilibrare il vino e impedire che diventi troppo flaccido. Eppure, è un'uva che può essere utilizzata nei vini frizzanti e dolci da dessert. Secondo l'esperta di vini Jancis Robinson, l'uva può produrre vini corposi "potenti e caratteristici".

## Sinonimi
Len de l'El e il suo vino sono noti anche come: Cavaille, Cavailles, Cavalie, Cavalier, Endelel, Kavale, Kavaler, L'Endelel, Len de l'Elh, Len del El, Lenc de l'El, Lendellet, Loin de l'oeil.